# فرونزه (رومی)
فرونزه  جماعت و شهرکی در جنوب غربی کشور تاجیکستان است که در ناحیهٔ جلال‌الدین رومی ولایت ختلان قرار دارد. جمعیت این جماعت ۱۶۳۴۲ است.